# Stibadium psamathochromum
Stibadium psamathochromum är en fjärilsart som beskrevs av Dyar 1909. Stibadium psamathochromum ingår i släktet Stibadium och familjen nattflyn. Inga underarter finns listade i Catalogue of Life.